# Lecanoromycetes
Classe
Les Lecanoromycetes sont une classe de champignons ascomycètes. Avec plus de 13 500 espèces reconnues, il s'agit même de la plus importante classe du règne des Fungi ; comportant 10 ordres et 64 familles actuellement, elle en est aussi la plus diversifiée et rassemble en outre près de 90 % des lichens du groupe des ascomycètes.

## Liste des ordres
Une vaste étude phylogénétique réalisée en 2007 par plus d'une soixantaine de chercheurs, dont le classement est adopté par The Tree of Life Web Project et Myconet, définit trois sous-classes et dix ordres de Lecanoromycetes :
- sous-classe des Acarosporomycetidae
  - ordre Acarosporales
- sous-classe des Ostropomycetidae
  - ordre des Agyriales
  - ordre des Baeomycetales
  - ordre des Ostropales
  - ordre des Pertusariales
- sous-classe des Lecanoromycetidae
  - ordre des Lecanorales
  - ordre des Peltigerales
  - ordre des Teloschistales
- incertae sedis
  - ordre des Candelariales
  - ordre des Umbilicariales

## Galerie des ordres

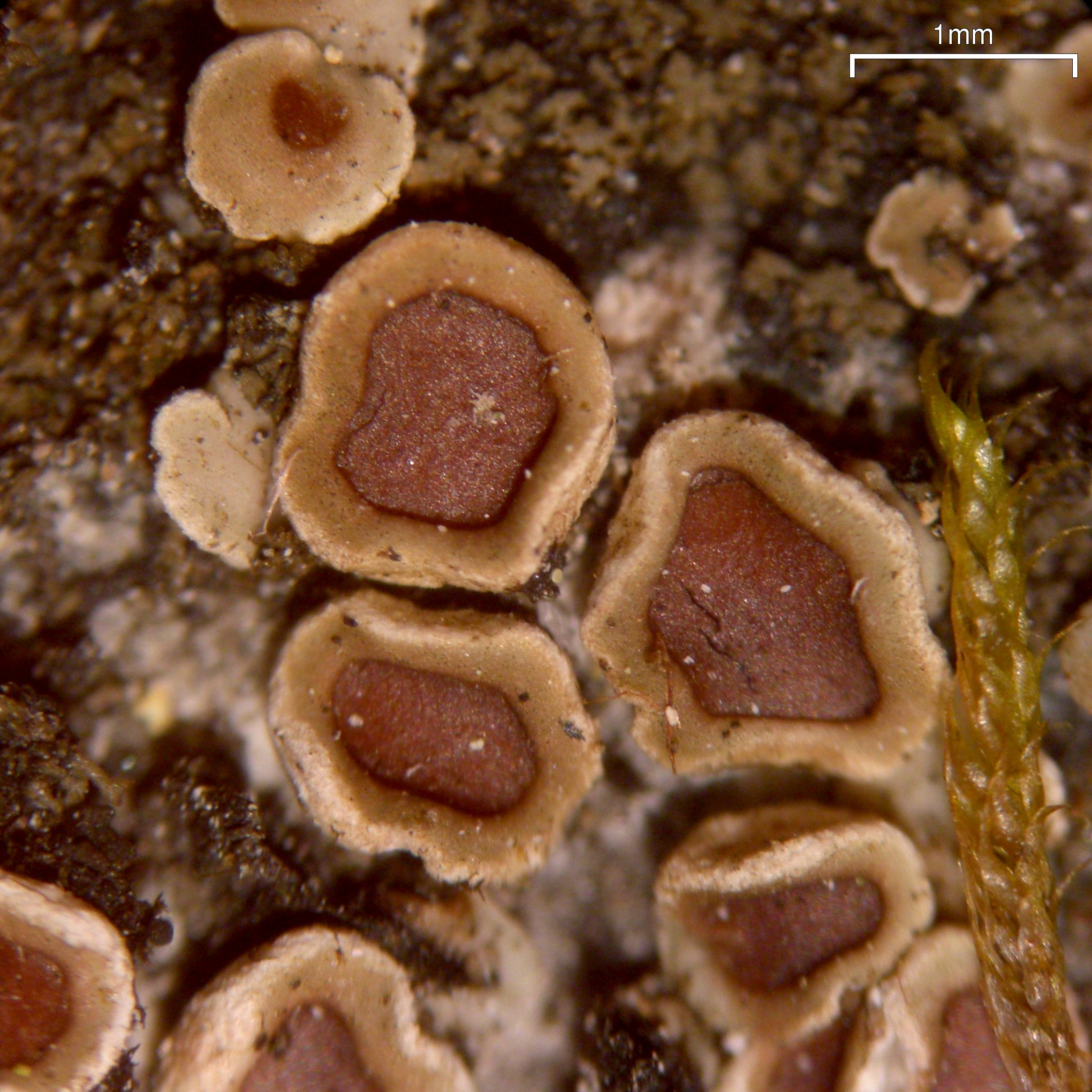
Acarosporales : Acarospora glaucocarpa
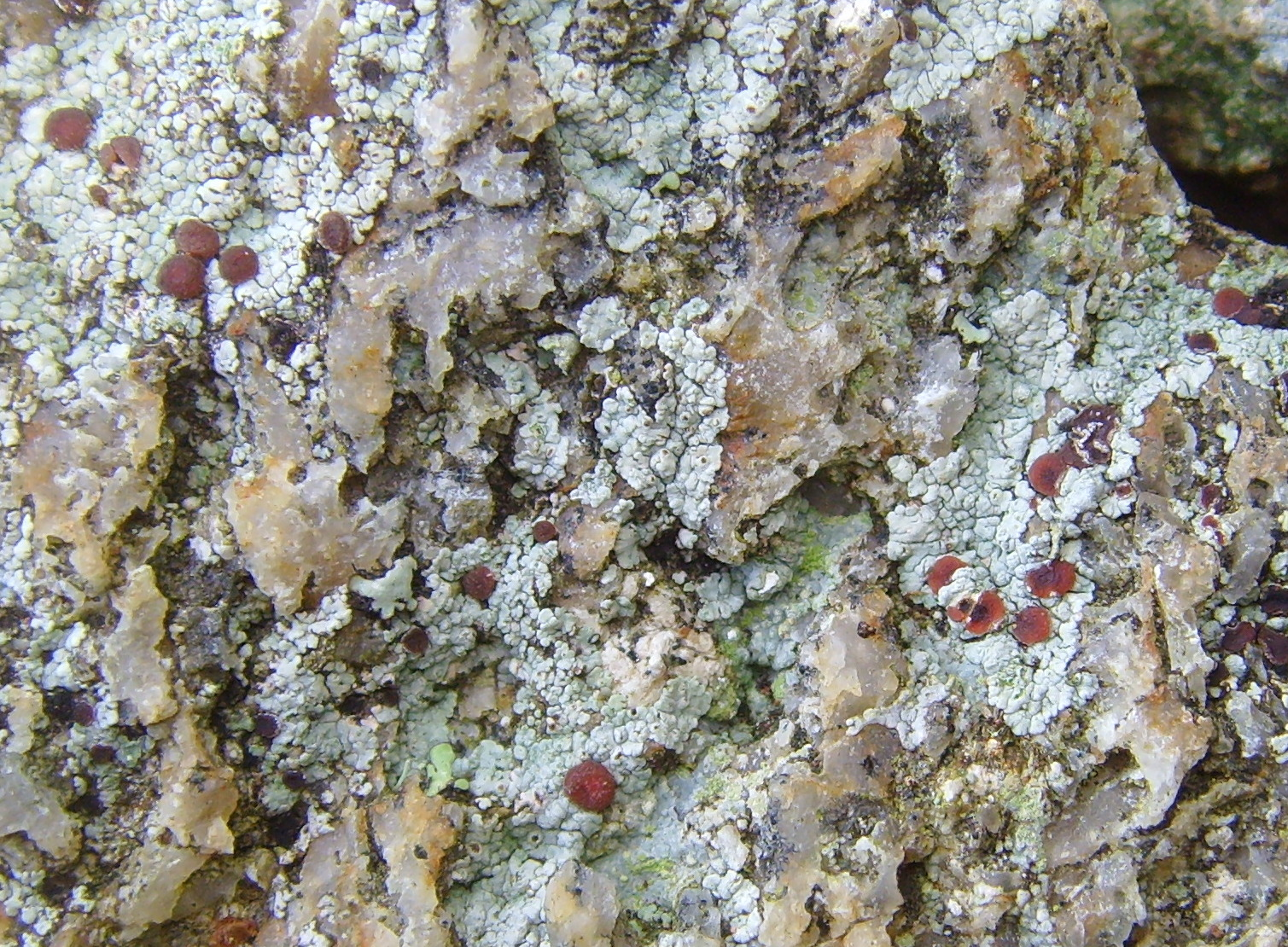
Agyriales : Trapelia glebulosa
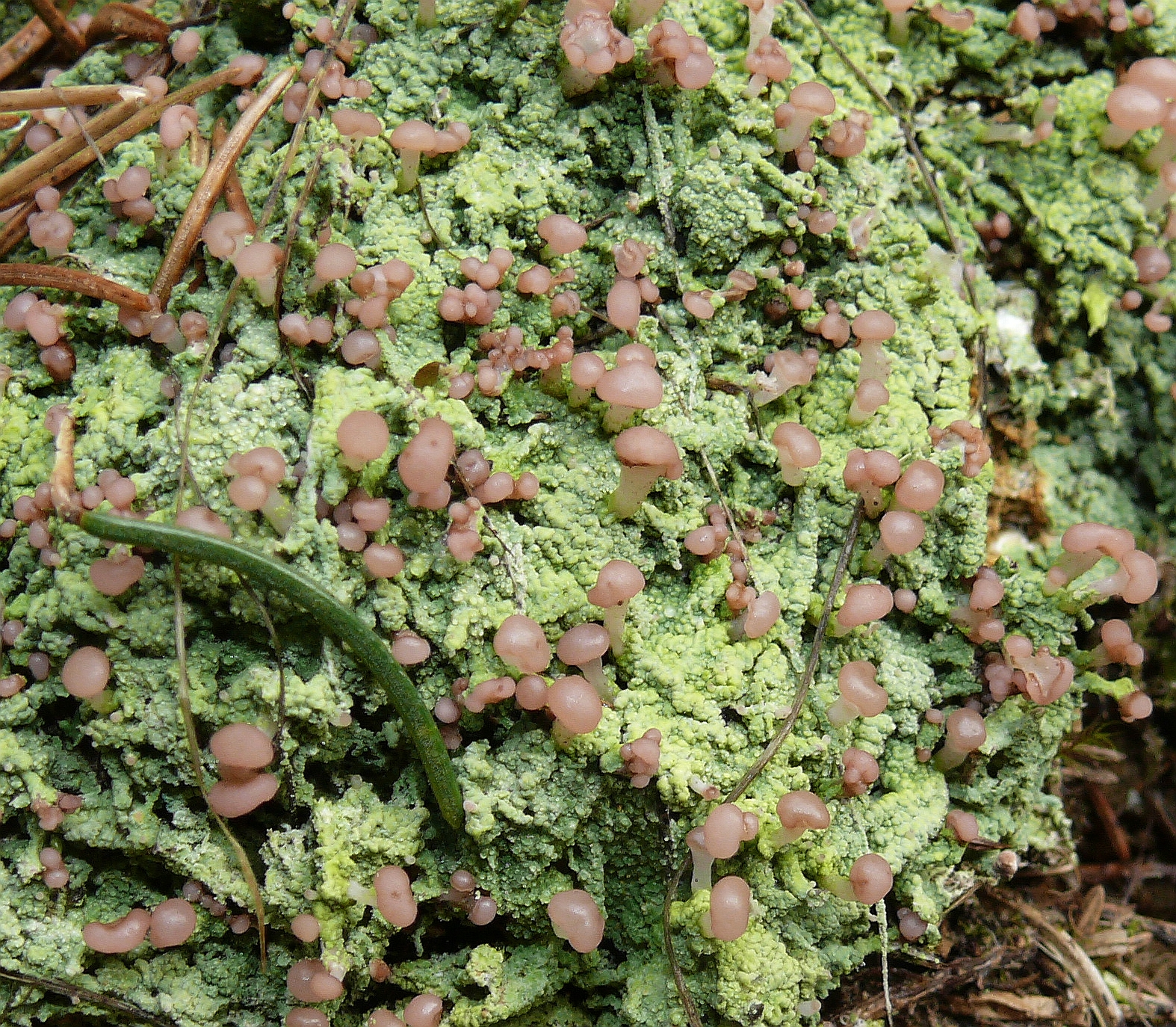
Baeomycetales : Baeomyces rufus
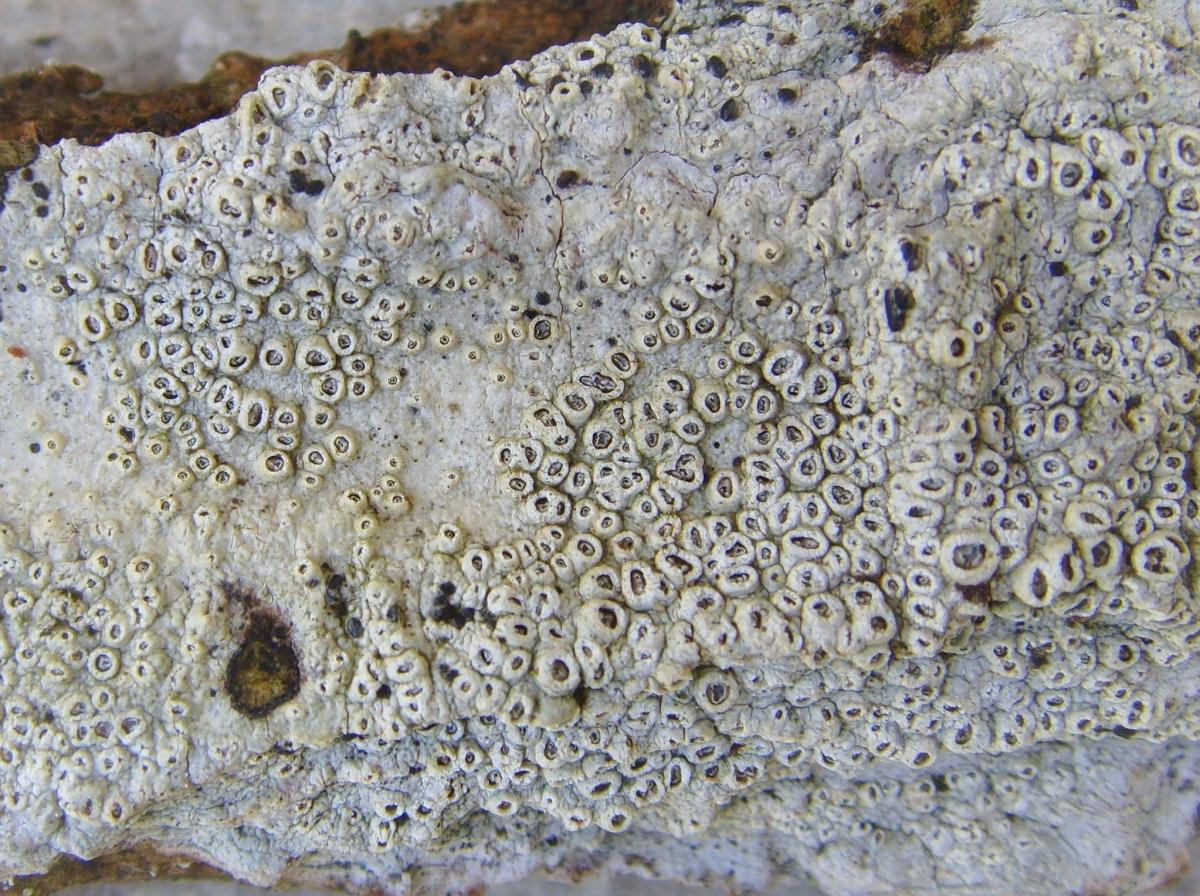
Ostropales : Thelotrema lepadinum
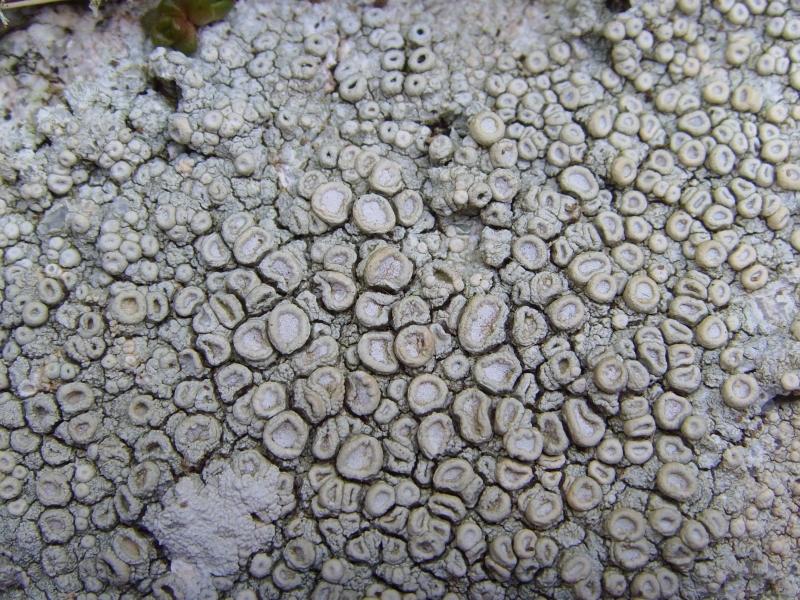
Pertusariales : Ochrolechia parella
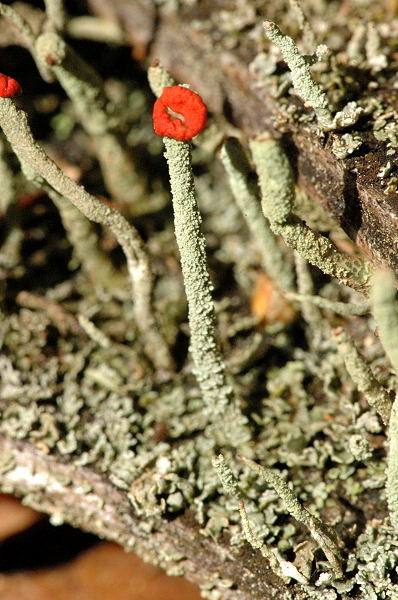
Lecanorales : Cladonia macilenta
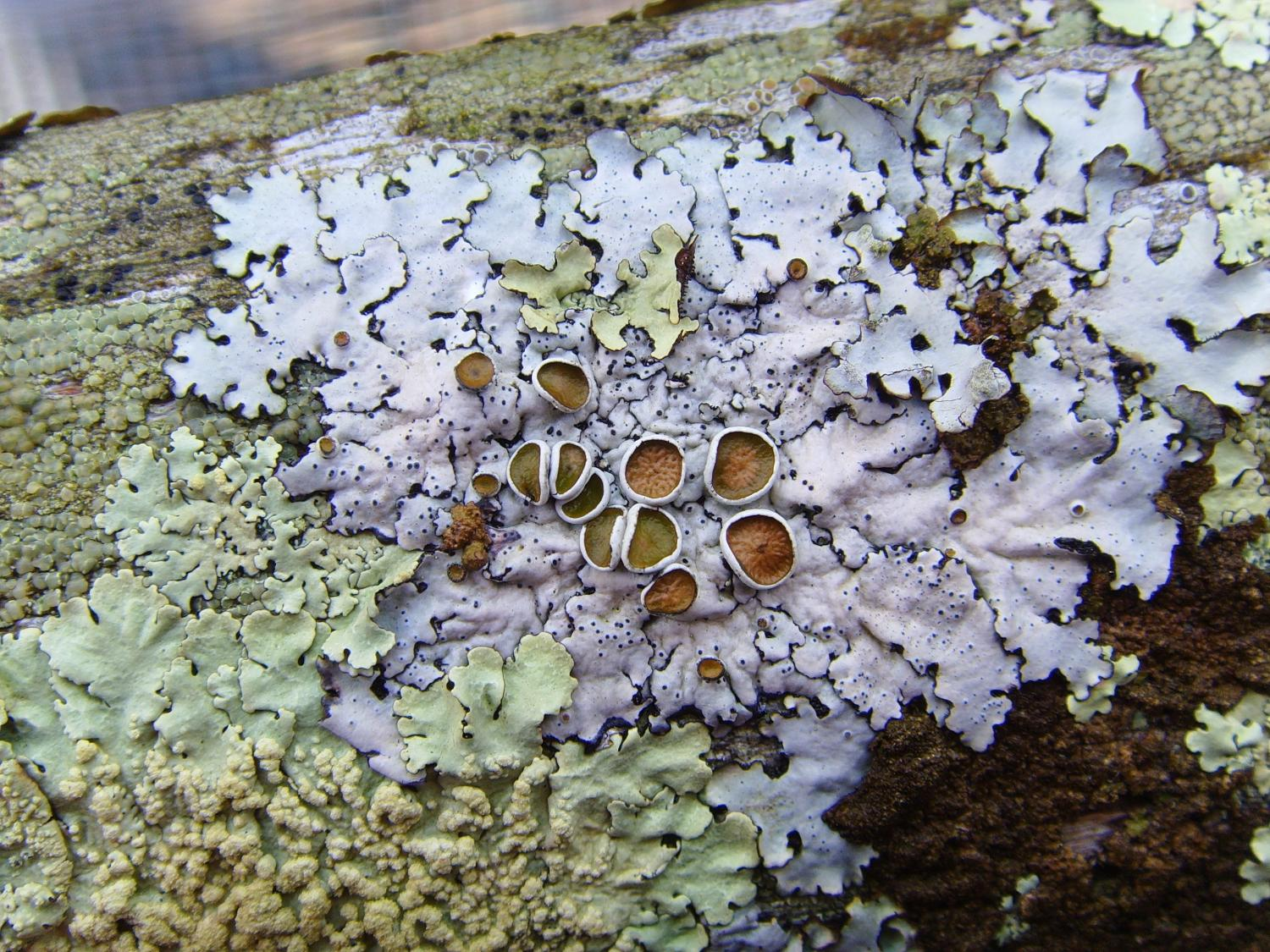
Lecanorales : Parmelina carporrhizans
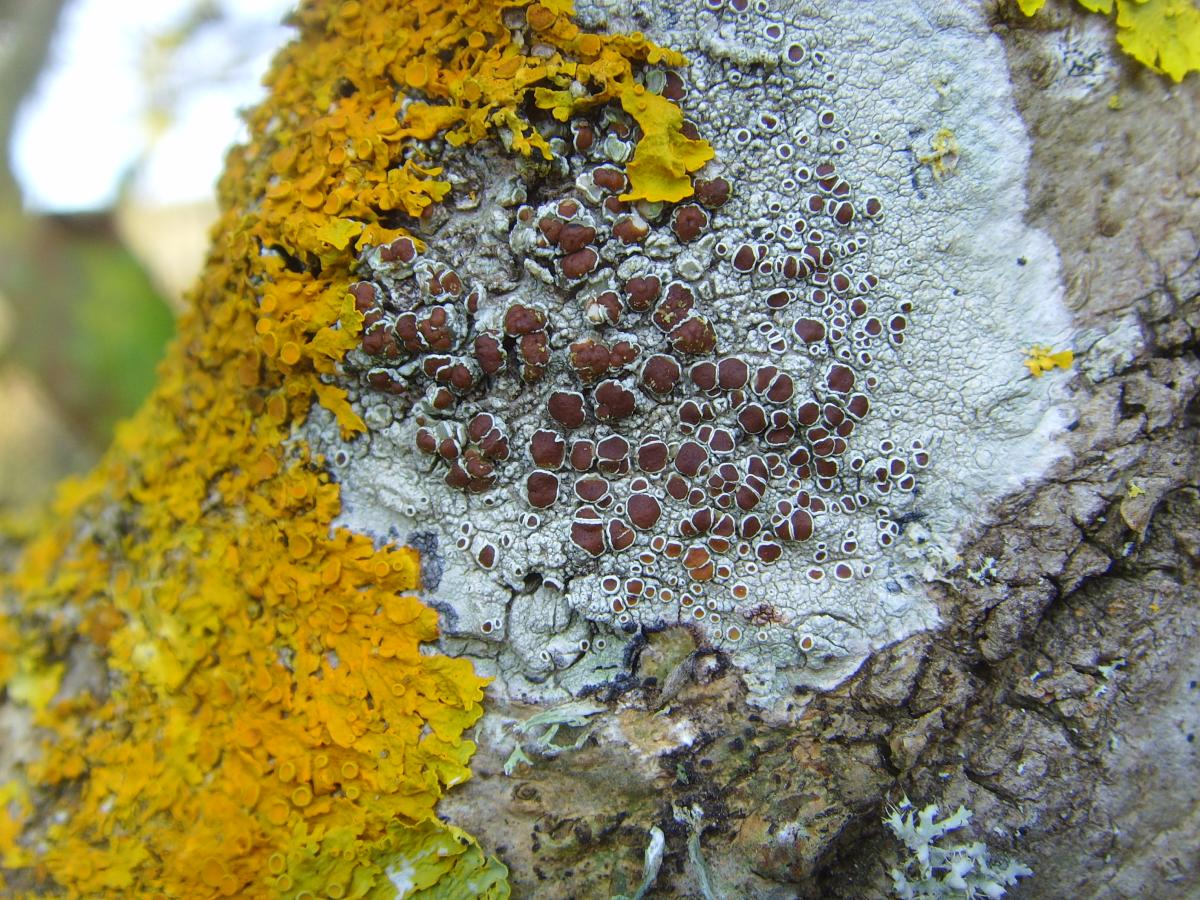
Lecanorales : Lecanora argentata
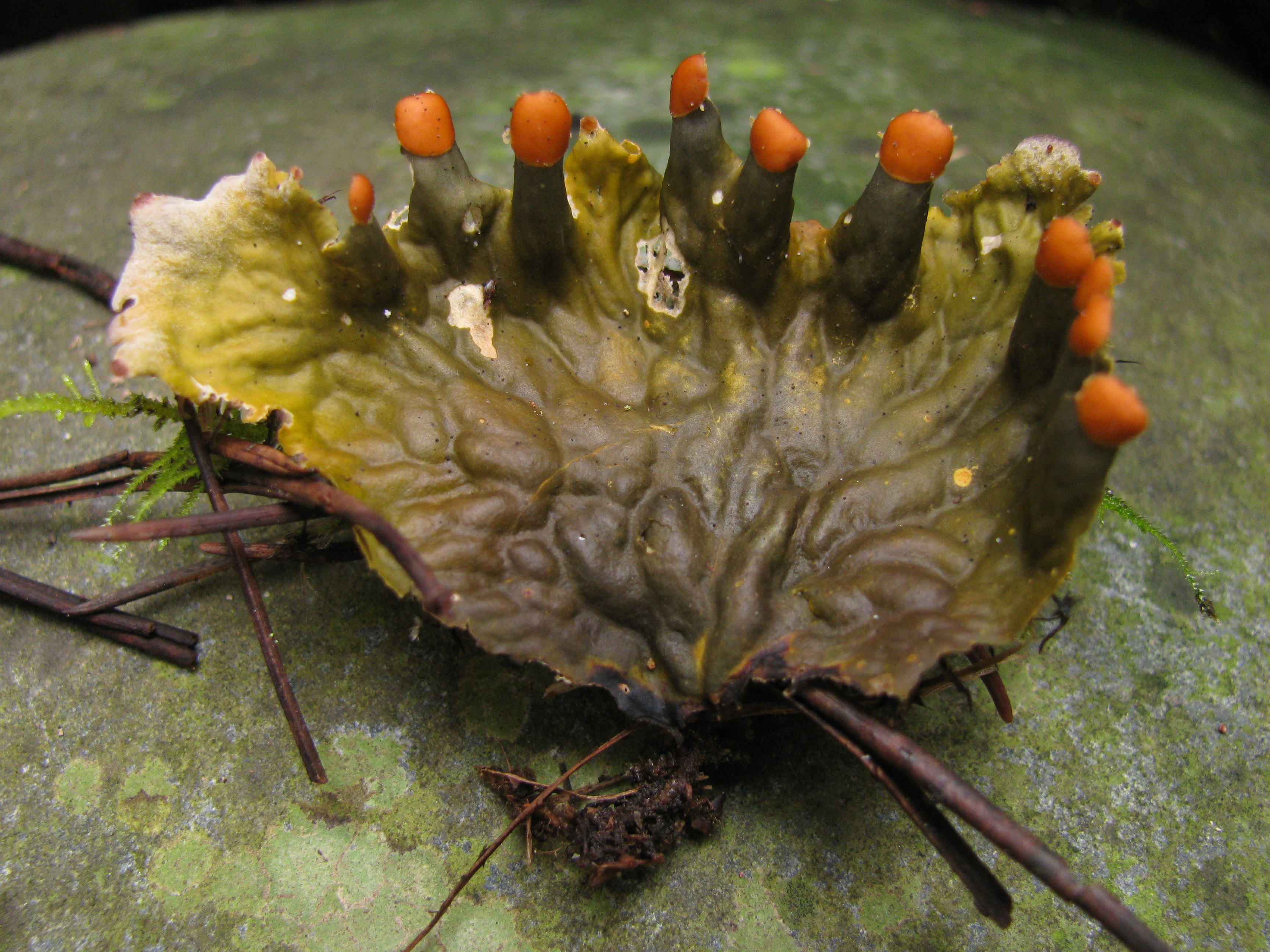
Peltigerales : Peltigera membranacea
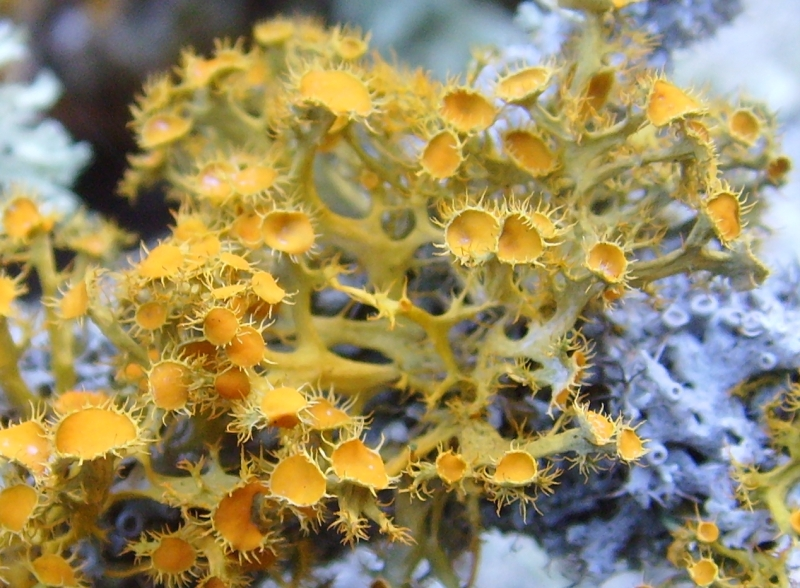
Teloschistales : Teloschistes chrysophthalmus
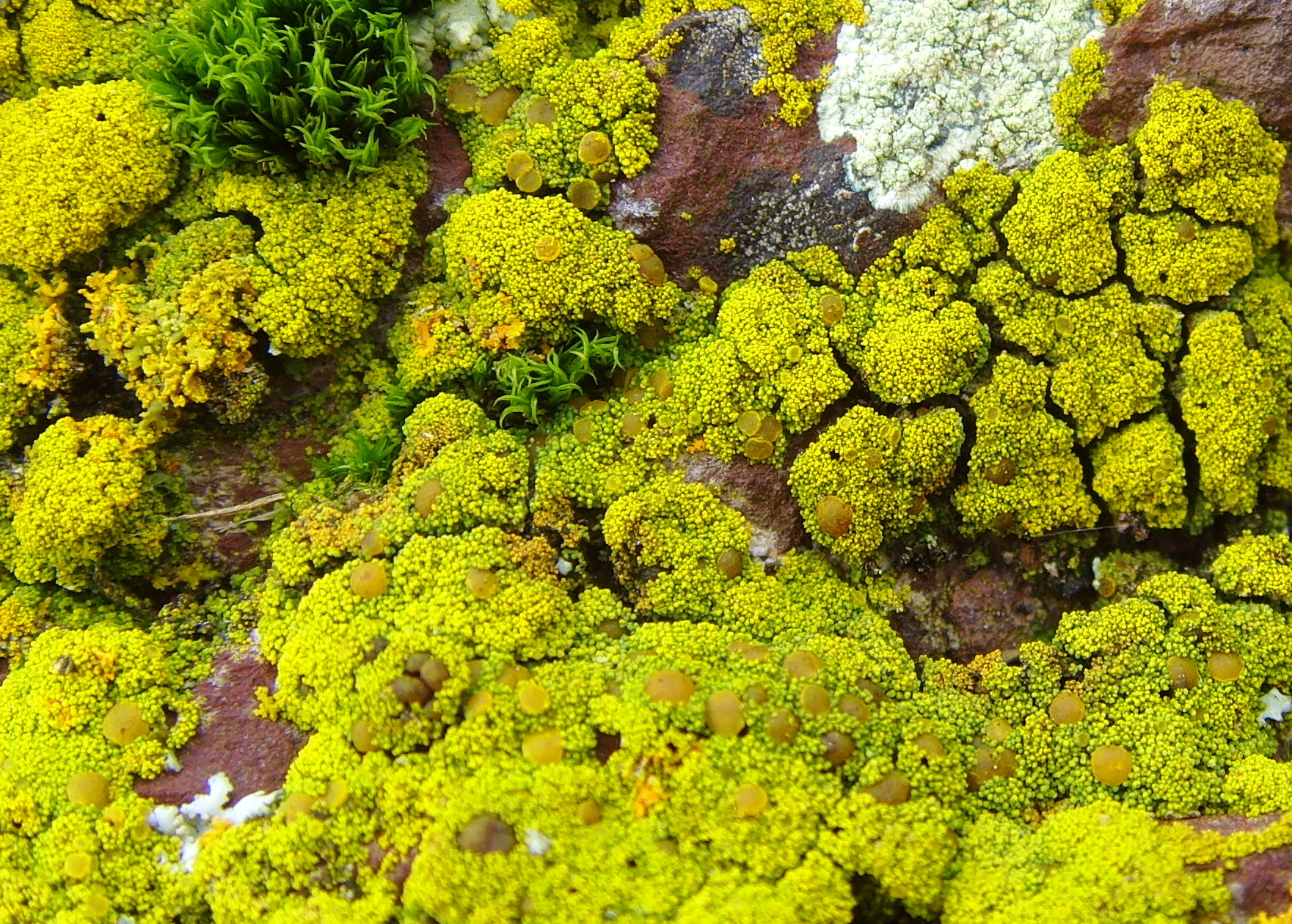
Candelariales : Candelariella coralliza
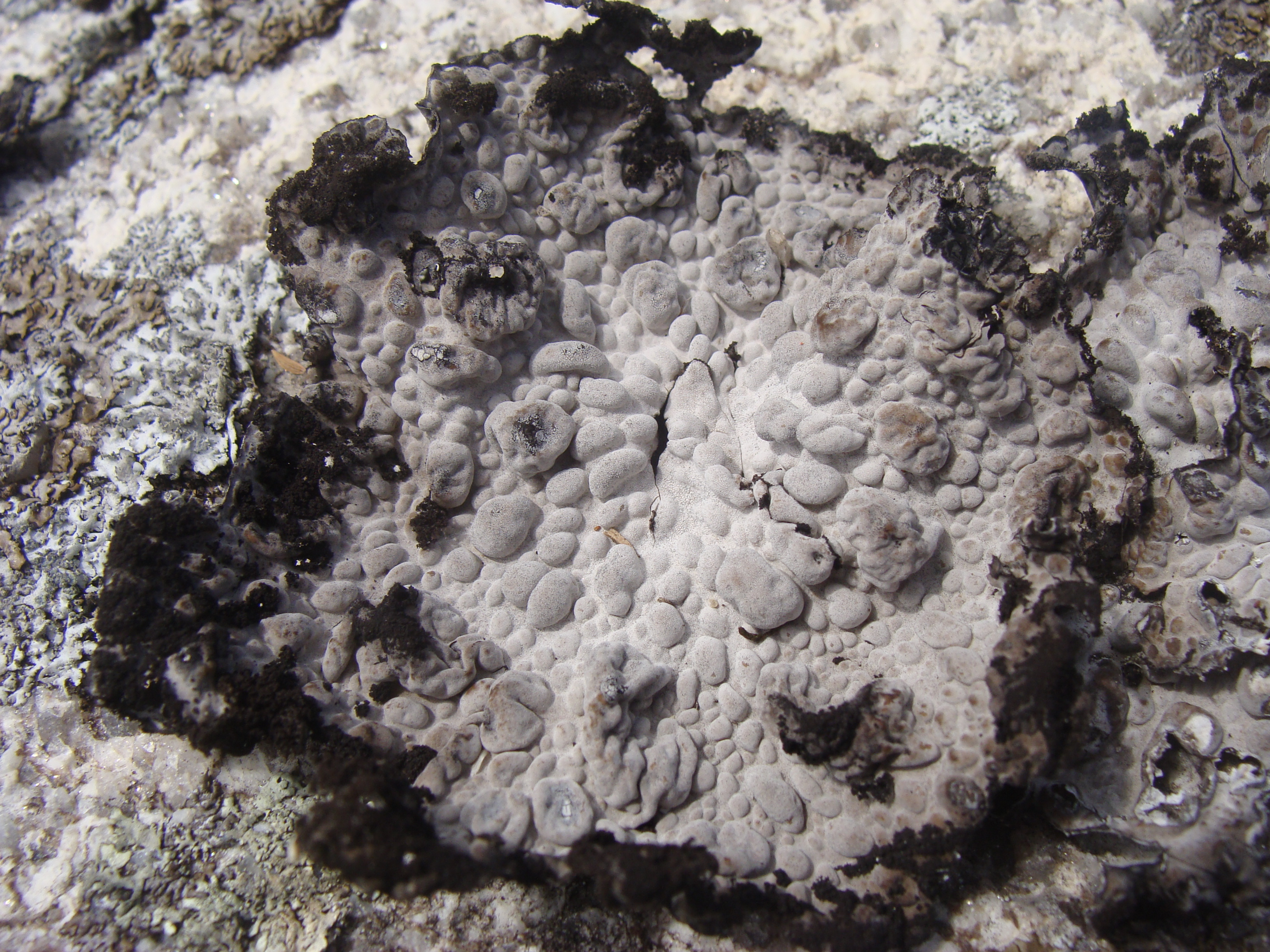
Umbilicariales : Lasallia pustulata